# 柏寧酒店

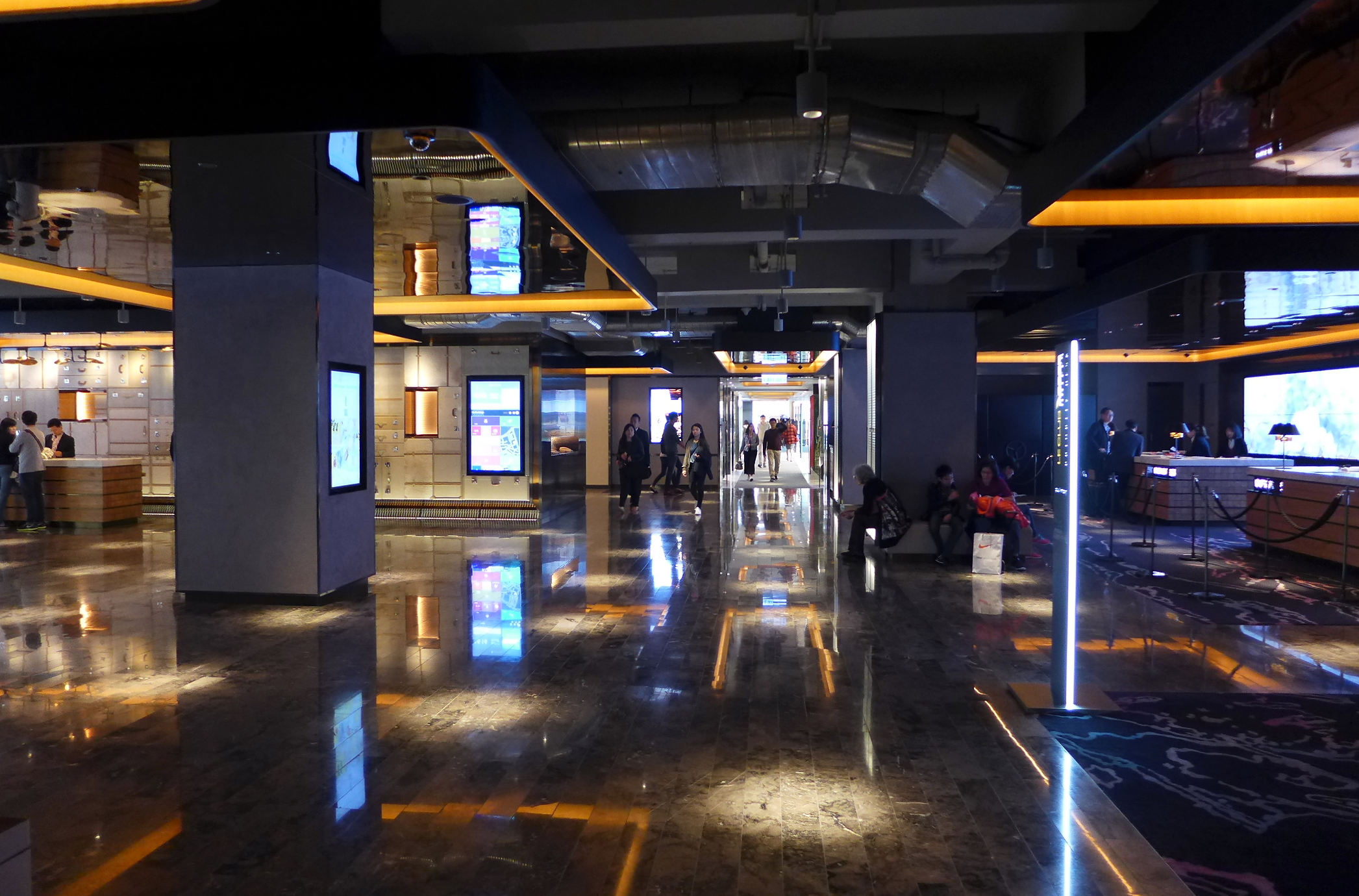
2015年翻新後酒店大堂

原有酒店標誌

柏寧酒店（英語：The Park Lane Hong Kong, Autograph Collectionl）為香港的一間甲級高價酒店，位於香港島銅鑼灣告士打道310號，鄰近港鐵銅鑼灣站，樓高27層，酒店於1974年落成，翌年以華都酒店的名稱開幕，1985年9月15日易名為柏寧酒店。酒店的創辦人是陳澤富，他出生於1918年，祖籍臺山市廣海鎮山背鄉人。
2014年11月，雅高酒店集團與柏寧酒店業主簽訂管理協議，成為該集團在亞太區所管理的第600家酒店，同時將英文名稱更名為現稱。

## 酒店設施
酒店位於香港主要商務購物及娛樂區銅鑼灣，設施齊全，其820間新裝潢客房設計時尚，應對觀光及商務旅客的不同需要。酒店強調賓客對空間的講究，更難得擁有城市景觀、維多利亞港以及維多利亞公園三大讓人驚嘆的香港獨有景致。
每間客房均配備連接上限的免費Wi-Fi無線上網及寬頻服務、淋浴間或浴缸、電視,並提供瑜伽墊,部分房型更備有 Nespresso 咖啡機, 全面迎合旅客的生活格調。為推行可持續發展的環保理念,酒店更為每間客房設置過濾飲水機,為旅客帶來方便。

## 會議及宴會
無論是舉辦商務活動、浪漫婚宴,還是交流聯誼活動,柏寧酒店配備完善的配套設施,能全面滿足不同規模及類型活動的需要。宴會廳融入自然採光設計,營造氣派不凡的環境,讓來賓留下美好印象。典雅的露天空中花園空間感優越, 將廣闊的維港景致一擁入懷,成為最佳的活動背景。

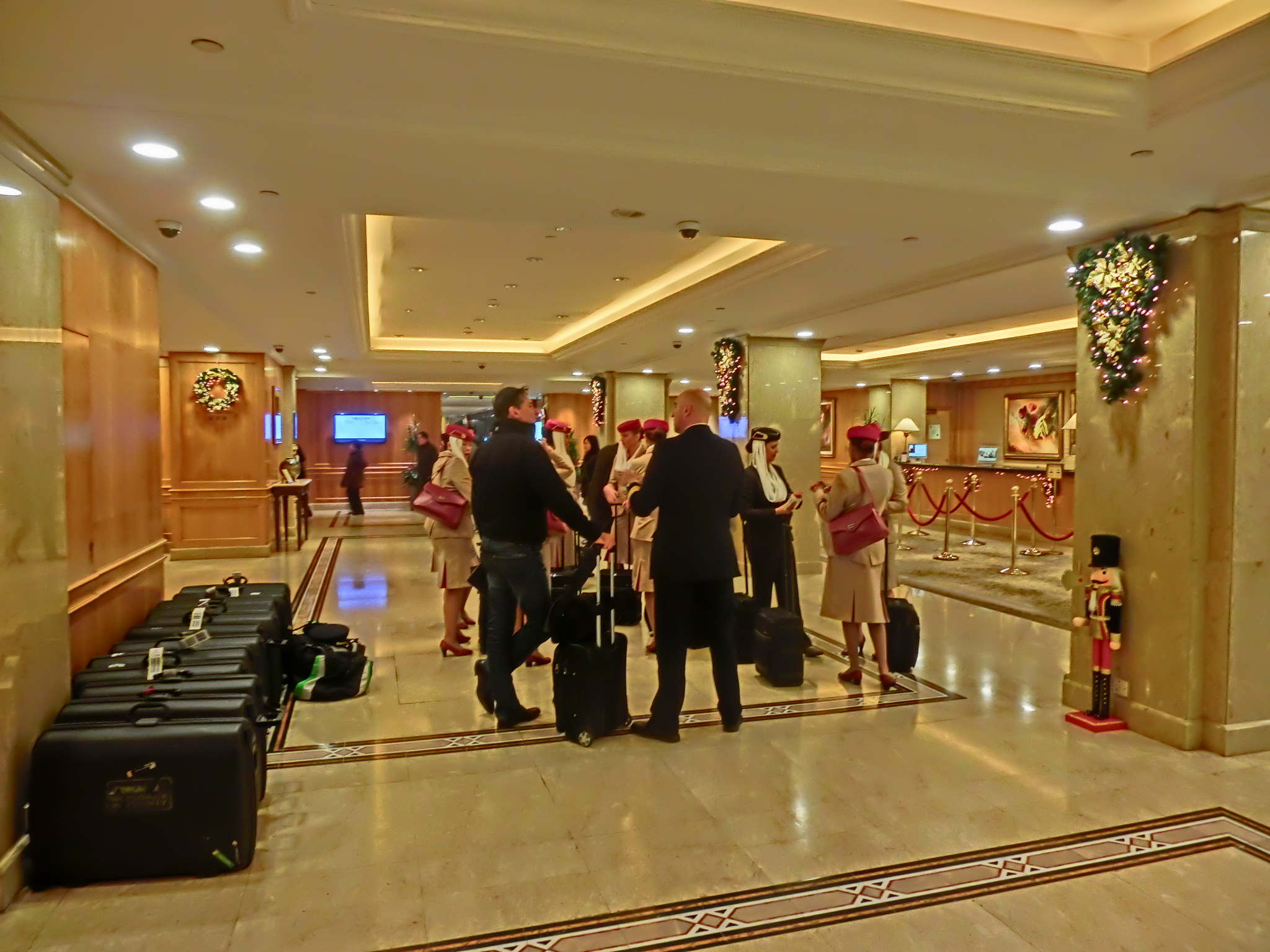
翻新前酒店大堂（2013年）
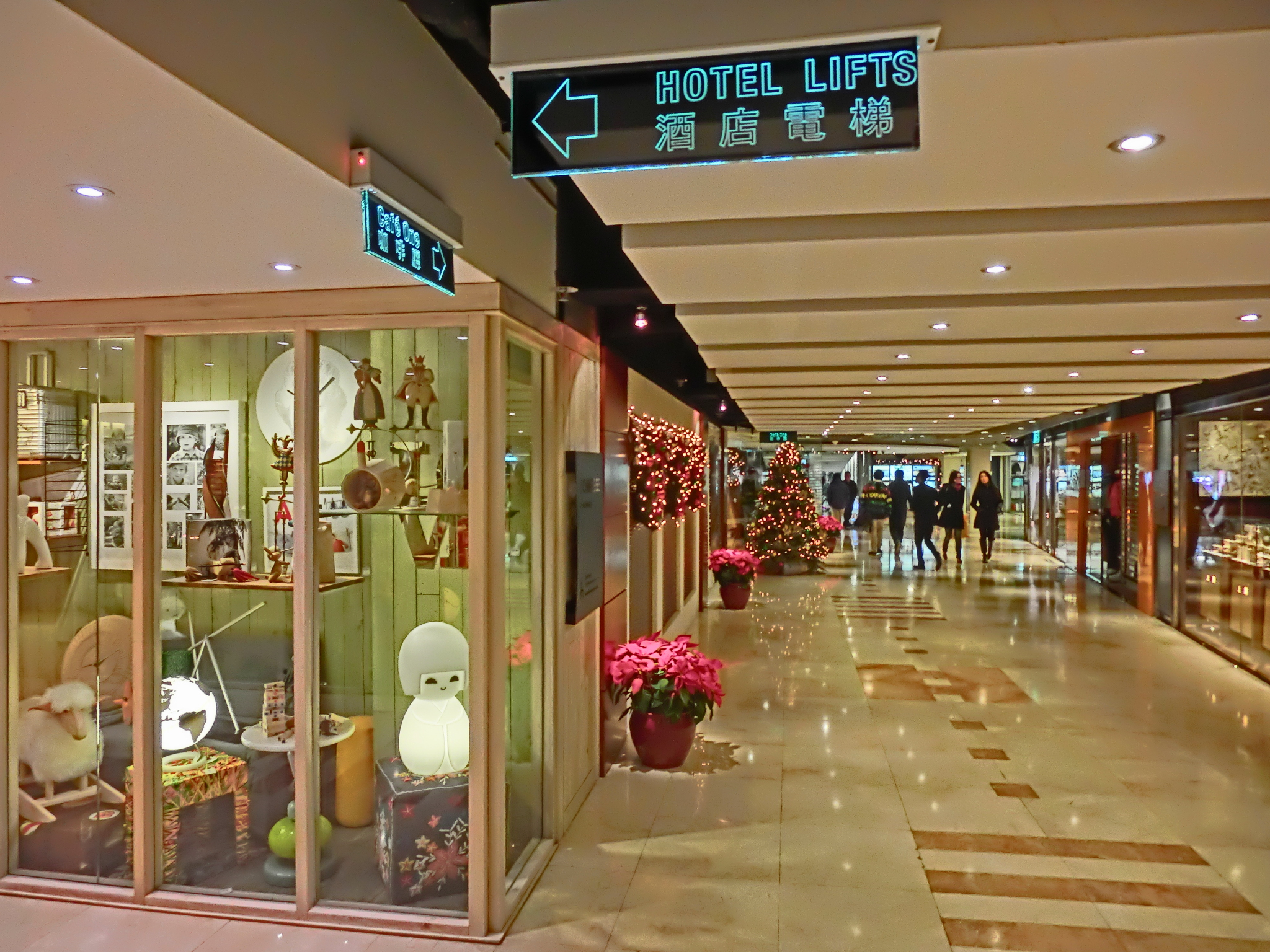
翻新前柏寧酒店商場（2013年）
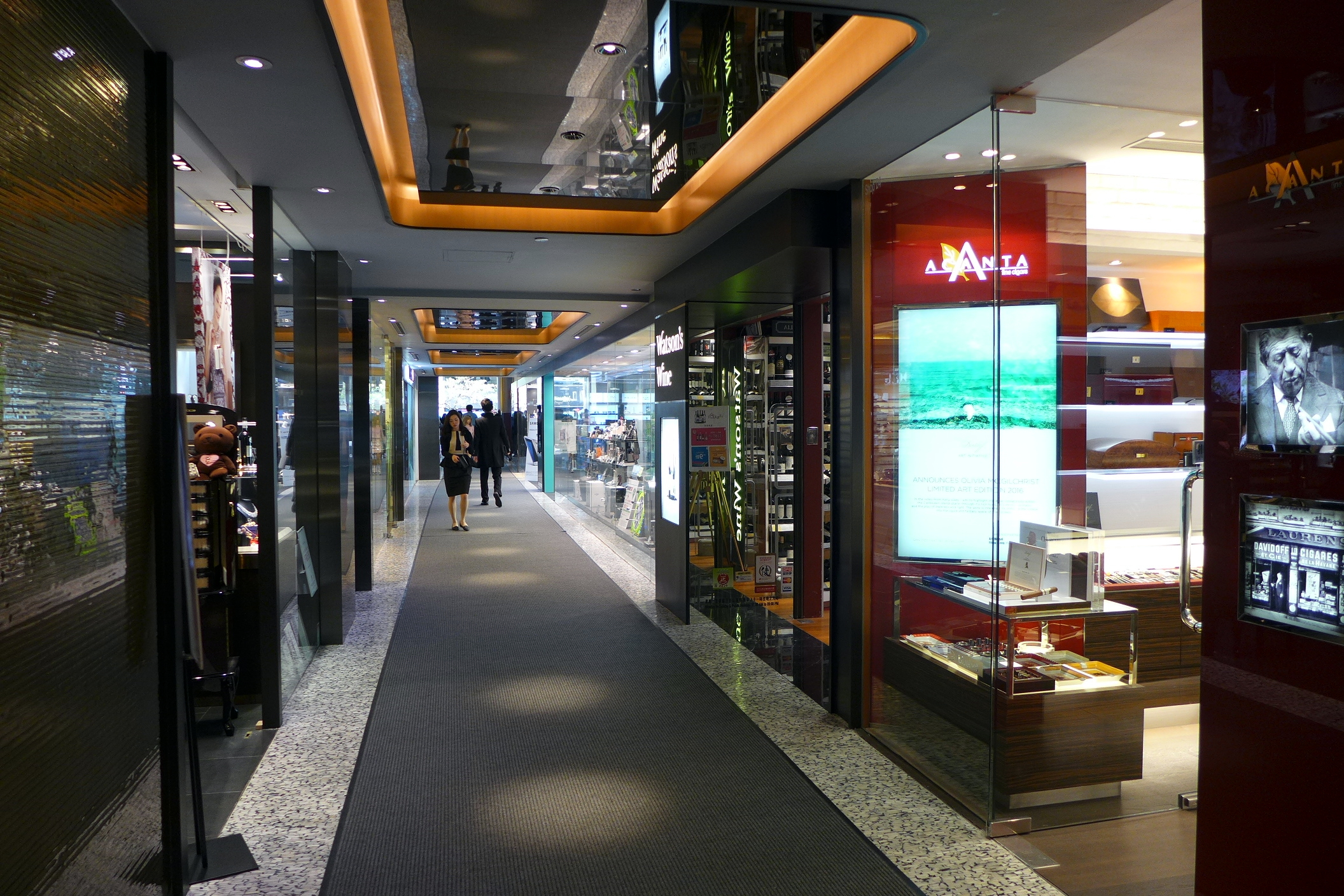
翻新後柏寧酒店商場（2015年）

## 商場
酒店於一樓、地面及地庫設有商舖。1993年地庫的宜家家居開業，1994年曾經開設生活雜貨連鎖店Loft，不過很快結業。到1995年開設佔地3,500呎的PageOne書店。2014年12月12日，宜家傢俬續租地庫，加幅約2成，最新月租為646.9萬元，租期至2022年3月。

## 鄰近
- 翡翠明珠廣場
- 維多利亞公園
- 皇室堡
- 名店坊
- 維多利亞公園
- 香港中央圖書館
- Donki

## 參看
- 香港酒店列表

## 站外鏈結
- 柏寧酒店 （页面存档备份，存于）